# Tête de pont

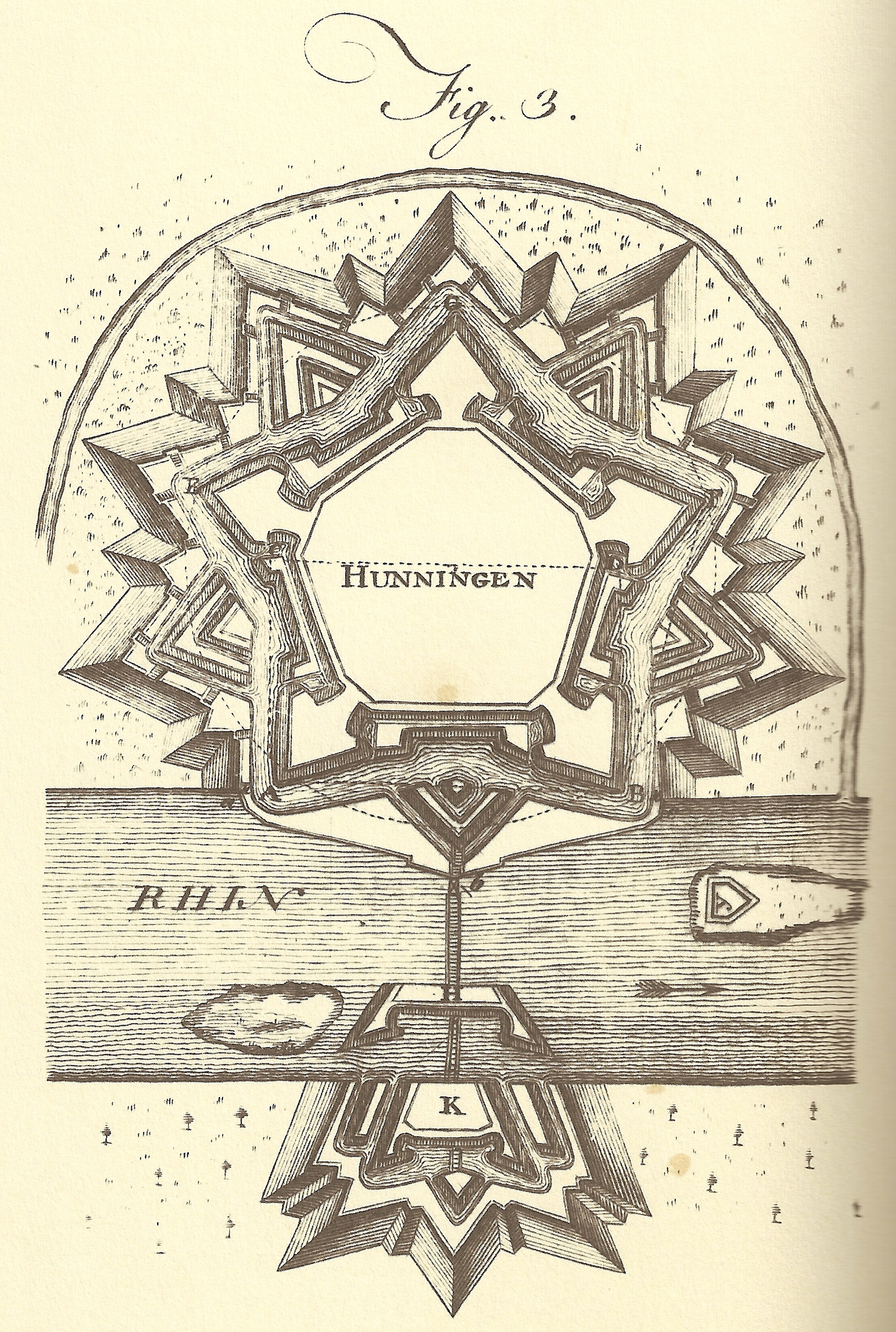
Plan des fortifications de Huningue, commandées par Louis XIV et fabriquées par Vauban (1679–1681) avec pont et tête de pont sur le Rhin. L'édifice a été démoli à la suite du Traité de Paris de 1815.

Au sens originel, la tête de pont relève de la terminologie du génie civil. Ce terme y désigne les structures, pouvant notamment comporter un bossage et un appareil d'appui, sur lesquelles s'appuient les extrémités du tablier d'un pont. Par analogie, la « tête de pont » est en jargon militaire la partie la plus avancée d'un dispositif de conquête, cette acception ayant été notamment reprise par celui de la mercatique.

## Jargon militaire
En termes de stratégie militaire, une tête de pont est un périmètre conquis à l'intérieur duquel un dispositif militaire peut librement manœuvrer pour poursuivre la conquête territoriale, en servant de point d'appui logistique ou de zone de repli stratégique. Caractérisant originellement un ouvrage placé en avant d'un pont pour en défendre l'accès aux ennemis, elle désigne une position militaire sur le territoire ennemi, cette zone étant contrôlée par des troupes qui ont traversé un obstacle (cours d'eau, plan d'eau, mer) avec succès. Cette zone temporaire ou permanente permet aux forces militaires de maintenir une position solide et de l'utiliser comme base pour des opérations ultérieures.
Ainsi, Huningue, Kehl, Cassel ont constitué des têtes de pont de l'Armée française durant la période de guerre de la Première Coalition contre la France pendant la Révolution française,. Lors de la campagne du Var en 1800, la tête de pont du Var, située face à Saint-Laurent-du-Var sur un terrain marécageux, était reliée par un pont construit en 1792. Enfin, les plages du débarquement allié en Normandie et le port de Cherbourg ont servi de têtes de pont pour la libération de l'Europe sous domination nazie.

## Technolecte commercial
Une entreprise qui souhaite s'établir dans un nouveau marché s'établit souvent une petite unité de prospection près ou dans ce marché cible. Cette unité servira tant à promouvoir l'entreprise qu'à faciliter les échanges avec la clientèle. Elle est donc un tremplin, qui servira à « conquérir » ce marché en Technolecte commercial.

## Terminologie hydraulique
En terminologie hydraulique, la tête de pont est un ouvrage hydraulique permettant de faire passer un écoulement d'eau entre l'extérieur et l'intérieur d'une zone déterminée. Cet équipement est utilisé en assainissement pluvial, en assainissement routier et dans les réseaux de drainage. Il a pour objectif de protéger la zone concernée des affouillements (érosions hydrauliques).
Cet ouvrage peut également être appelé tête d’aqueduc, tête d’ouvrage ou tête de bassin.

### Sécurité informatique
Le terme est utilisé en sécurité informatique pour désigner le collaborateur d'une entreprise victime d'hameçonnage par lequel passe un pirate informatique pour commettre une cyberattaque ciblée.

## Chimie organique
Dans les composés bicycliques, les têtes de pont désignent les atomes communs aux deux cycles.